# 강병철 (야구인)
강병철(姜秉哲, 1946년 8월 21일 ~ )은 대한민국의 야구 감독으로 KBO 리그 롯데 자이언츠 84년, 92년 우승 당시 감독이었다

## 약력
대한민국 해병대 사병으로 복무한 그는 롯데 자이언츠 감독 시절, 팀을 2차례 한국시리즈 우승에 오르게 하였으며 1993년 11월 24일부터 3년 계약 형식으로 한화 이글스 감독에 부임했고 이 기간 동안 2번의 포스트시즌 진출(94년 96년)에 공헌한 덕인지   1996년 11월 15일부터 3년 재계약을 했으나 2년 연속 포스트시즌 실패의 책임을 물어 1998년 시즌 중 해임됐다. 
그 뒤, 2000년 SK 와이번스 창단감독으로 부임했으며 2001년 시즌 후 2년 재계약을 했으나 3년 연속으로 포스트시즌 진출에 실패하자 2002년 시즌 뒤 감독직에서 물러났고 모친상  부친상  등 여러 가지 악재를 겪은 끝에 2005년 시즌 후 2년 계약 형식으로 롯데 감독에 3번째 취임했지만 2년 연속 7위라는 성적을 초라하게 남긴 채 2007년 시즌 뒤 2년 계약이 종료되면서 자연스럽게 재계약 포기 한 것으로 물러났다.
2008년에는 우리 히어로즈의 2군 감독으로 1시즌 동안 재임했다.

## 출신학교
- 동신초등학교
- 부산대신중학교
- 부산상업고등학교

## 경력
코치 경력
- 롯데 자이언츠 코치 (1983년)
- 빙그레 이글스 수석코치(1988년 ~ 1990년)

감독 경력
- 동아대학교 감독 (1978년 ~ 1982년)
- 롯데 자이언츠 감독 (1984년 ~ 1986년)
- 롯데 자이언츠 감독 (1991년 ~ 1993년)
- 한화 이글스 감독 (1994년 ~ 1998년)
- SK 와이번스 감독 (2000년 ~ 2002년)
- 롯데 자이언츠 감독(2005년 ~ 2007년)
- 히어로즈 2군감독 (2008년)

## 통산 성적

### 감독
- 승수별

| 승    | 날짜       | 장소 | 소속팀 | 상대팀 | 경기 결과 | 결승타 | 승리 투수 | 승패     | 달성 당시 나이  | 기타    | 각주 |
| 500승 | 1996. 5. 2 | 전주 | 한화   | 쌍방울 | 3-2       | 김주성 | 구대성    | 1014경기 | 49세 8개월 21일 | 네 번째 |      |